# CrimethInc.
CrimethInc., també conegut com CrimethInc. Ex-Workers Collective o CrimethInc Ex-Workers Ex-Collective (CWC), és un col·lectiu anarquista descentralitzat de cèl·lules autònomes que va sorgir a mitjans de la dècada del 1990, inicialment en forma de fanzín dedicat a la música hardcore, Inside Front, fins que va començar a funcionar pròpiament com a col·lectiu el 1996.
CrimethInc. ha publicat llibres, discos i ha organitzat campanyes contra la globalització, la democràcia representativa i a favor de l'organització radical de la societat. Alguns grups han dut a terme accions directes de sabotatge i hacktivisme i el col·lectiu ha rebut atenció mediàtica i acadèmica, així com crítiques i elogis d'altres anarquistes per les seves pràctiques i filosofia. CrimethInc. manté una associació amb l'escena anarcopunk estatunidenca i amb el moviment anticapitalista contemporani.

## Activitats

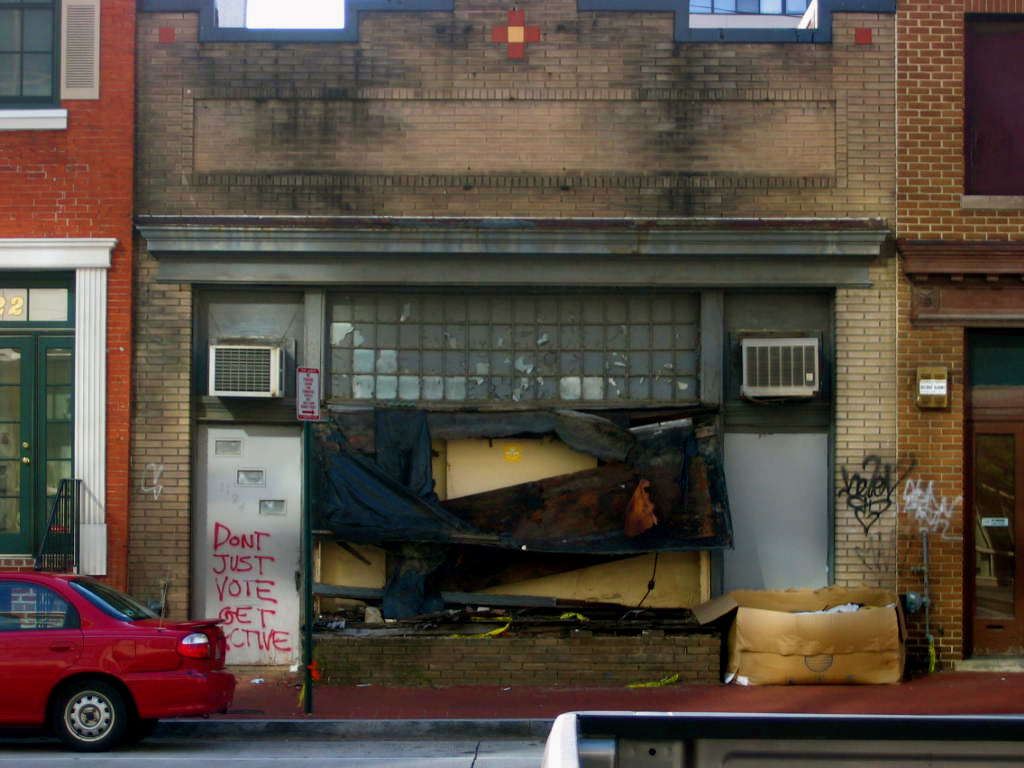

El 2002, la cèl·lula d'Olympia va organitzar un festival de cinema de cinc dies amb tallers i projeccions per a compartir habilitats. També ha donat suport a diverses campanyes com «Unabomber for President» i «Don't Just (Not) Vote», així com a les protestes contra la Zona de Lliure Comerç de les Amèriques o a represaliats del Front d'Alliberament de la Terra. CrimethInc. promou el Steal Something From Work Day cada 15 d'abril, que coincideix amb el Tax Day dels Estats Units d'Amèrica (EUA), per a protestar contra l'explotació laboral. La seu del col·lectiu a Olympia va cremar en un incendi de finals de 2021.

### Publicacions
La creació de propaganda ha estat descrita com una funció central del col·lectiu. Entre les seves publicacions més conegudes hi ha els llibres Days of War, Nights of Love, Expect Resistance, Evasion, Recipes for Disaster: An Anarchist Cookbook, els pamflets To Change Everything: an Anarchist Appeal i Fighting For Our Lives. L'any 2005 va aparèixer la revista Rolling Thunder, amb el subtítol d'«An Anarhist Journal of Dangerous Living», que va publicar el seu vuitè número el 2009.
Des de l'estiu de 2002, CrimethInc. ha acollit trobades anuals, anomenades convergences, obertes a tothom. Solen incloure actuacions de grups teatrals itinerants, músics, tallers d'acció directa i d'ajuda mútua. També ha organitzat accions en el marc de Reclaim_the_Streets i Massa Crítica. El 2010, CrimethInc. va anunciar la campanya «We Are Everywhere» en forma de gira pel país i en lloc de la trobada anual tradicional. El 2015 es va embarcar en la gira similar, «To Change Everything», de dos mesos pels EUA.

## Filosofia
CrimethInc. és una nom anònim, un mitjà per a construir xarxes dinàmiques de suport i comunicació dins del moviment anarquista amb que qualsevol pot publicar amb el seu nom o crear un cartell amb el seu logotip i cada agent o grup d'afinitat opera de manera autònoma. A més de l'oposició anarquista tradicional a l'estat i el capitalisme, CrimethInc. ha defensat en ocasions un estil de vida straight edge, la superació total dels rols de gènere, la insurrecció violenta contra l'estat i el rebuig al treball assalariat.
CrimethInc. està influenciat per la Internacional Situacionista i ha estat descrit pel filòsof Martin Puchner com els «hereus de l'avantguarda política». El col·lectiu dona suport al copyleft i defensa l'apropiació de textos i idees d'altres persones.
El seu objectiu principal és inspirar a les persones a prendre el control actiu de les seves pròpies vides, convertint-se en productores de cultura i història en comptes de consumidores passives. La seva filosofia advoca per maneres radicals de viure la vida fins al final, i d'eliminar les desigualtats i les tiranies existents dins de la societat. L'anonimat dels participants i dels seus col·laboradors s'afirma com un dels valors principals de l'organització. El nom de «CrimethInc» fa referència al concepte de thoughtcrime desenvolupat a 1984 per George Orwell.